# Cambará
Cambará là một đô thị thuộc bang Paraná, Brasil. Đô thị này có diện tích 366,173 km², dân số năm 2007 là 24902 người, mật độ 68 người/km².